# جيه جيه ألدريتش
جيه جيه ألدريتش (بالإنجليزية: JJ Aldrich - Wikipedia؛ مواليد 29 سبتمبر 1992) هي مُقاتلة فنون قتالية مختلطة أمريكية.

## وصلات خارجية
لا توجد روابط لمواقع التواصل الاجتماعي.

- جيه جيه ألدريتش على موقع يو إف سي (الإنجليزية)
- جيه جيه ألدريتش على موقع شيردوغ (الإنجليزية)
- جيه جيه ألدريتش على موقع Tapology.com (الإنجليزية)